# Kutuła
Kutuła – chan mongolski z połowy XII wieku. Był czwartym synem pierwszego chana Mongołów – Kabuła.

## Życiorys
Chan Ambakaj wyznaczył go na następcę, obok swego syna Kada'ana Tajdziego, gdy znalazł się w dżurdżeńskiej niewoli. Na zgromadzeniu w Korkonak Dżubur nad Ononem chanem został wybrany Kutuła. Kada'an uzyskał jednak mocną pozycję i obaj wspólnie dowodzili armią. Kutuła wraz z Kada'anem stoczyli trzynaście bitew z Tatarami, chcąc pomścić Ambakaja, którego Tatarzy podstępem wzięli do niewoli i wydali Dżurdżenom. Przypuszczalnie w wojnach tych poniósł klęskę. Po jego śmierci Mongołowie przez co najmniej kilkanaście lat nie mieli żadnego chana.